# The Diary of Horace Wimp
The Diary of Horace Wimp è un singolo del gruppo musicale britannico Electric Light Orchestra, pubblicato nel 1979 ed estratto dall'album Discovery.
Il brano è stato scritto e prodotto da Jeff Lynne.

## Tracce
- 7"

1. The Diary of Horace Wimp
2. Down Here Town